# Matthias Langkamp
 Matthias Langkamp (* 24. Februar 1984 in Speyer) ist ein ehemaliger deutscher Fußballspieler.

## Karriere
Er begann seine Laufbahn als Profifußballspieler 2004 bei Arminia Bielefeld und bestritt für die Ostwestfalen 22 Bundesligaspiele. Zur Saison 2005/06 wechselte der Abwehrspieler zum VfL Wolfsburg. In der Saison 2006/07 wurde er den Zürcher Grasshoppers ausgeliehen.
Zur Saison 2007/08 kehrte Langkamp zu Arminia Bielefeld zurück und unterschrieb einen Einjahresvertrag. Durch seine lange Verletzungspause entschlossen sich Geschäftsführer Detlev Dammeier und Trainer Michael Frontzeck, den auslaufenden Vertrag nicht zu verlängern.
Im Anschluss an sein Engagement bei Arminia Bielefeld schloss sich Langkamp zur Saison 2008/09 dem griechischen Super-League Teilnehmer Panionios Athen an.
Nach einem Jahr wechselte er zurück nach Deutschland zum Karlsruher SC, dem Club, bei dem auch sein vier Jahre jüngerer Bruder Sebastian Langkamp spielte. Er unterschrieb einen Vertrag bis Juni 2011. Dieser wurde im Anschluss nicht verlängert, woraufhin er seine aktive Laufbahn beendete.